# Crystal Mackall

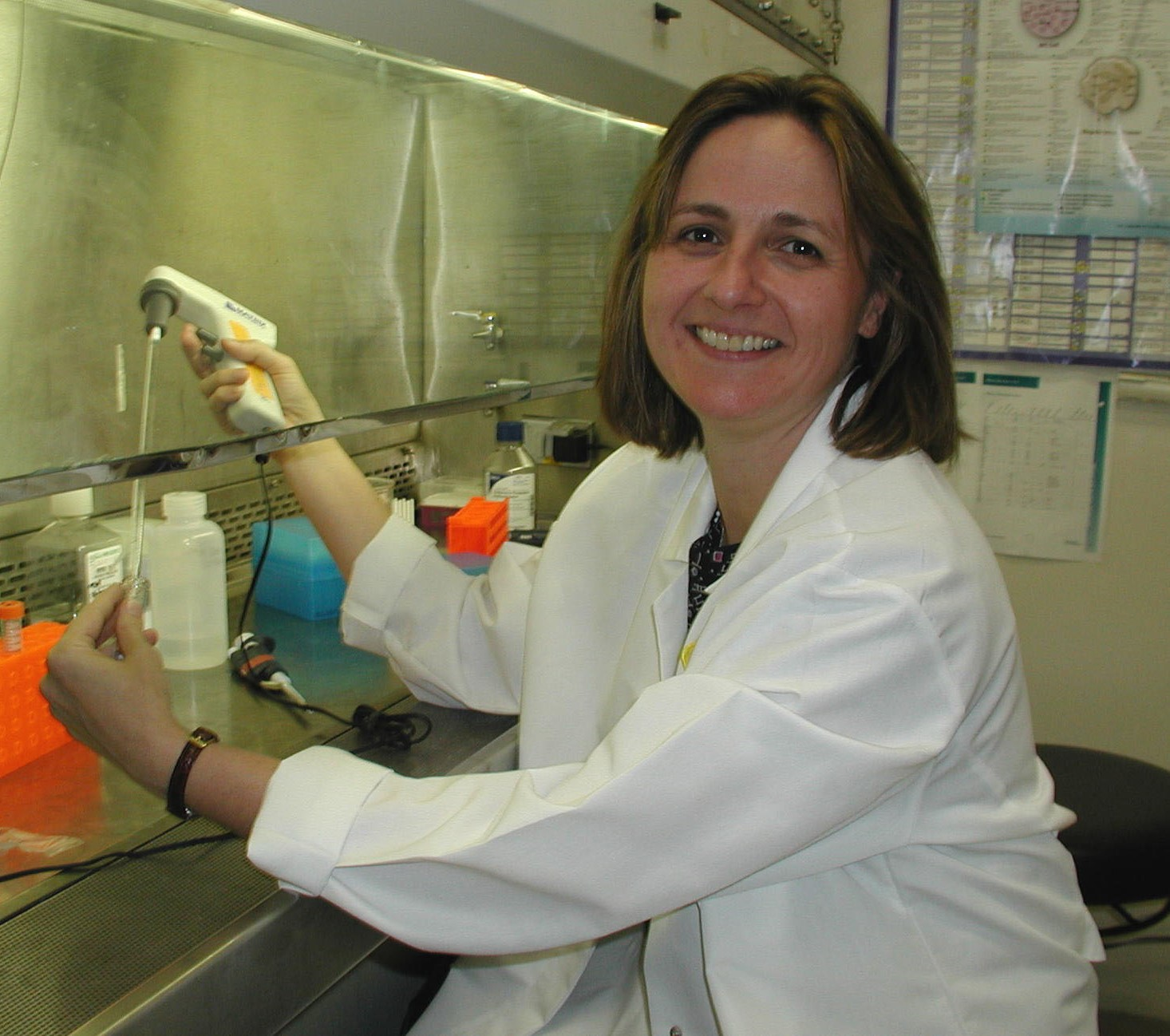
Crystal Mackall am National Cancer Institute (2002)

Crystal L. Mackall (geb. am 21. August 1960) ist eine US-amerikanische Ärztin und Immunologin. Sie bekleidet seit 2016 die Ernest and Amelia Gallo Family-Professur für Pediatrics and Medicine an der Stanford University in Kalifornien. Sie ist Gründungsdirektorin des Stanford Center for Cancer Cell Therapy.

## Herkunft, Ausbildung und Karriere
Mackall wuchs in East Palestine, einer Gemeinde mit ca. 5000 Einwohnern im Osten Ohios, in einer Arbeiterfamilie auf; ihr Vater arbeitete in einem Stahlwerk. Sie studierte sechs Jahre Medizin an der University of Akron in Ohio, wo sie summa cum laude abschloss. An der Northeast Ohio Medical University komplettierte sie 1984 ihre Ausbildung als Doctor of Medicine. Mackall wurde Mitglied der Medizinervereinigung Alpha Omega Alpha. Mackall absolvierte bis 1988 eine internistische und pädiatrische Facharztausbildung an der Cleveland Clinic Akron General und der Kinderklinik von Akron. 1989 fing Mackall am National Cancer Institute als Stipendiatin für Kinderonkologie an und spezialisierte sich in der Folge auf Immuntherapie von Krebserkrankungen. Sie blieb bis 2016 bei den National Institutes of Health, zuletzt als Leiterin der Kinderonkologieabteilung, und wechselte dann an die Stanford University School of Medicine.

## Forschungsschwerpunkte
Mackall war Pionierin bei der Immuntherapie von Krebserkrankungen bei Kindern. Frühe Forschungsarbeiten von ihr beschrieben die Effekte traditioneller Krebstherapien auf das Immunsystem, wobei sie die Rolle der Thymusdrüse bei der Regeneration menschlicher T-Zellen identifizierte und entdeckte, dass Interleukin 7 (IL-7) die zentrale Stellung bei der Steuerung der T-Zellen innehat. Ihre Arbeitsgruppe war unter den ersten, die die Wirksamkeit einer CAR-T-Zell-Therapie (mit CD19 targeted Chimeric Antigen Receptor) bei Leukämie im Kindesalter nachweisen konnte. Sie entwickelte CD22 targeted CAR, welches auch bei Versagen der Erstlinientherapie wirksam ist. 2018 wurden ihr 11,9 Mio. $ zugesprochen, um am Stanford Center for Cancer Cell Therapy eine klinische Studie durchzuführen, bei der CAR-T-Zellen modifiziert werden, um Prolymphozytische B-Zell-Leukämie und B-Zell-Lymphome zu identifizieren.
Mackall forschte auch zu Tumorvakzinen, Immunmodulierenden Therapien und Stammzelltransplantation.
Sie gehört den Schriftleitungen verschiedener onkologischer Journale an, daneben auch der Zeitschrift Cancer Today, die sich an Krebspatienten und pflegende Angehörige richtet.

## Auszeichnungen und Ehrungen
- 2000 National Institutes of Health Distinguished Clinical Teacher Award
- 2003, 2010 National Cancer Institute Director's Award
- 2005 American Society for Clinical Investigation Member
- 2006–2018 Best Doctors in America Member
- 2012 National Institutes of Health Great Teacher Lectureship
- 2013 Children’s Hospital of Philadelphia Alexandra Scott Lectureship in Pediatric Oncology
- 2013 National Institutes of Health Director's Award
- 2015 National Institutes of Health G. Burroughs Mider Lectureship
- 2017 MD Anderson Cancer Center Warren Sutow Distinguished Lectureship
- 2018 Top 10 Clinical Research Award for New CAR-T Cell Therapy for Relapsed Leukemia[11]
- 2019 American Academy of Dermatology – Lila and Murray Gruber Memorial Cancer Research Award[12]
- 2022 Mitglied der National Academy of Medicine

## Privatleben
Crystal Mackall bezeichnet sich als LGBT, sie ist mit der Medizinerin Catherine L. Salem verheiratet, mit der sie zwei Söhne hat.